# Sezgin
Sezgin ist ein türkischer, überwiegend männlicher Vorname, der häufiger als Familienname auftritt. Sezgin bedeutet „feinfühlig“.

## Namensträger

### Männlicher Vorname
- Sezgin Coşkun (* 1984), türkischer Fußballspieler
- Sezgin Özcimbomlu (1967–2013), türkischer Fußballfan
- Sezgin Tanrıkulu (* 1963), kurdisch-türkischer Jurist, Politiker und Menschenrechtler

### Familienname
- Adnan Sezgin (* 1954), türkischer Fußballspieler und -funktionär
- Aydın Adnan Sezgin (* 1956), türkischer Diplomat
- Ayşe Sezgin (* 1958), türkische Diplomatin
- Ergin Sezgin (* 1953), türkisch-US-amerikanischer Physiker
- Fuat Sezgin (1924–2018), türkischer Orientalist
- Hilal Sezgin (* 1970), deutsche Schriftstellerin und Journalistin
- İsmet Sezgin (1928–2016), türkischer Politiker
- Selin Sezgin (* 1990), türkische Schauspielerin
- Sezer Sezgin (* 1986), türkischer Fußballspieler
- Tülin Sezgin (* 1988), deutsche Webvideoproduzentin und Comedienne